# Quercy

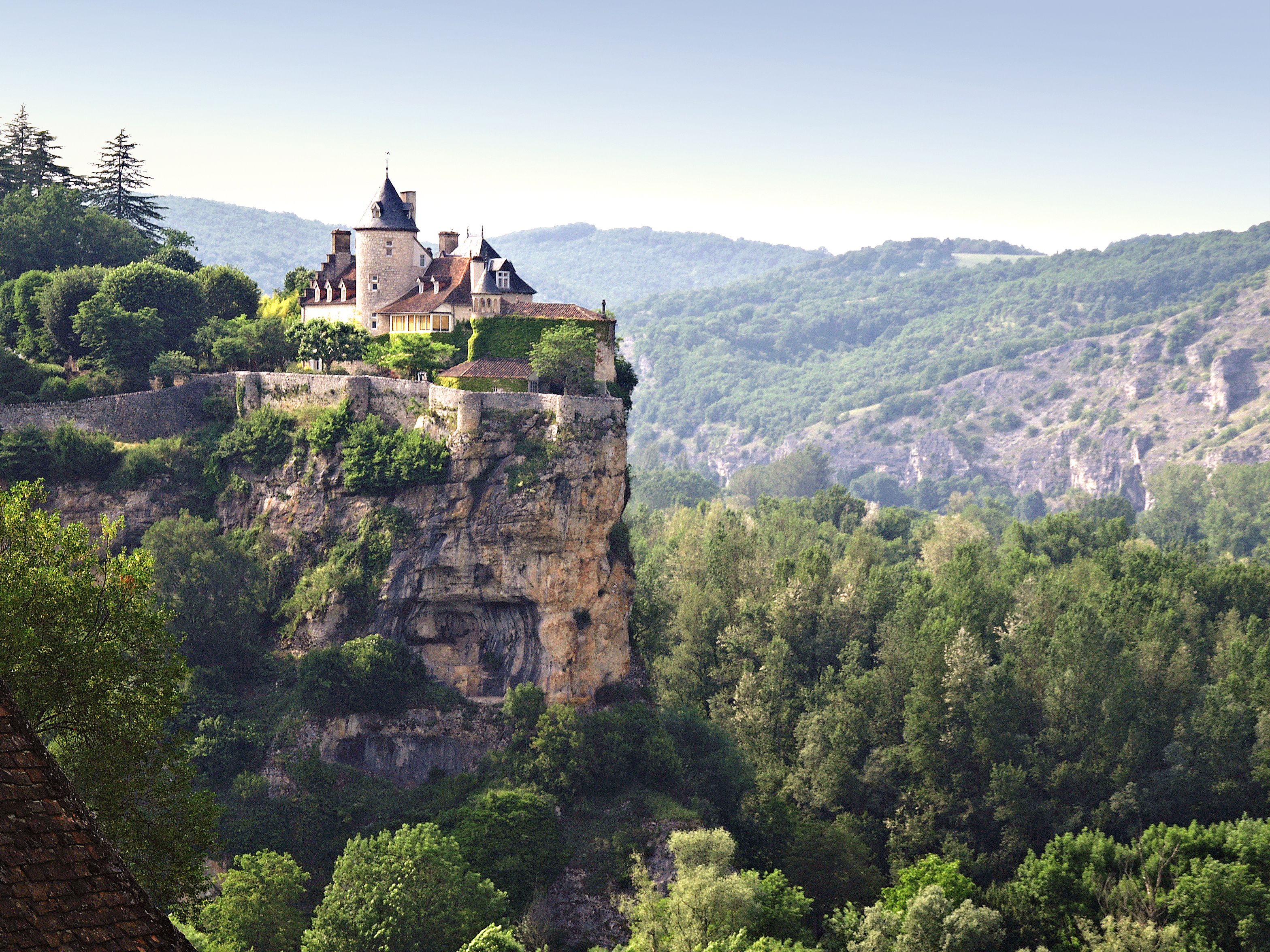
O castelo em Lacave na província de Quercy.

Quercy (francês: [kɛʁsi]) é uma  antiga província francesa, correspondendo aproximadamente ao atual departamento de Lot.

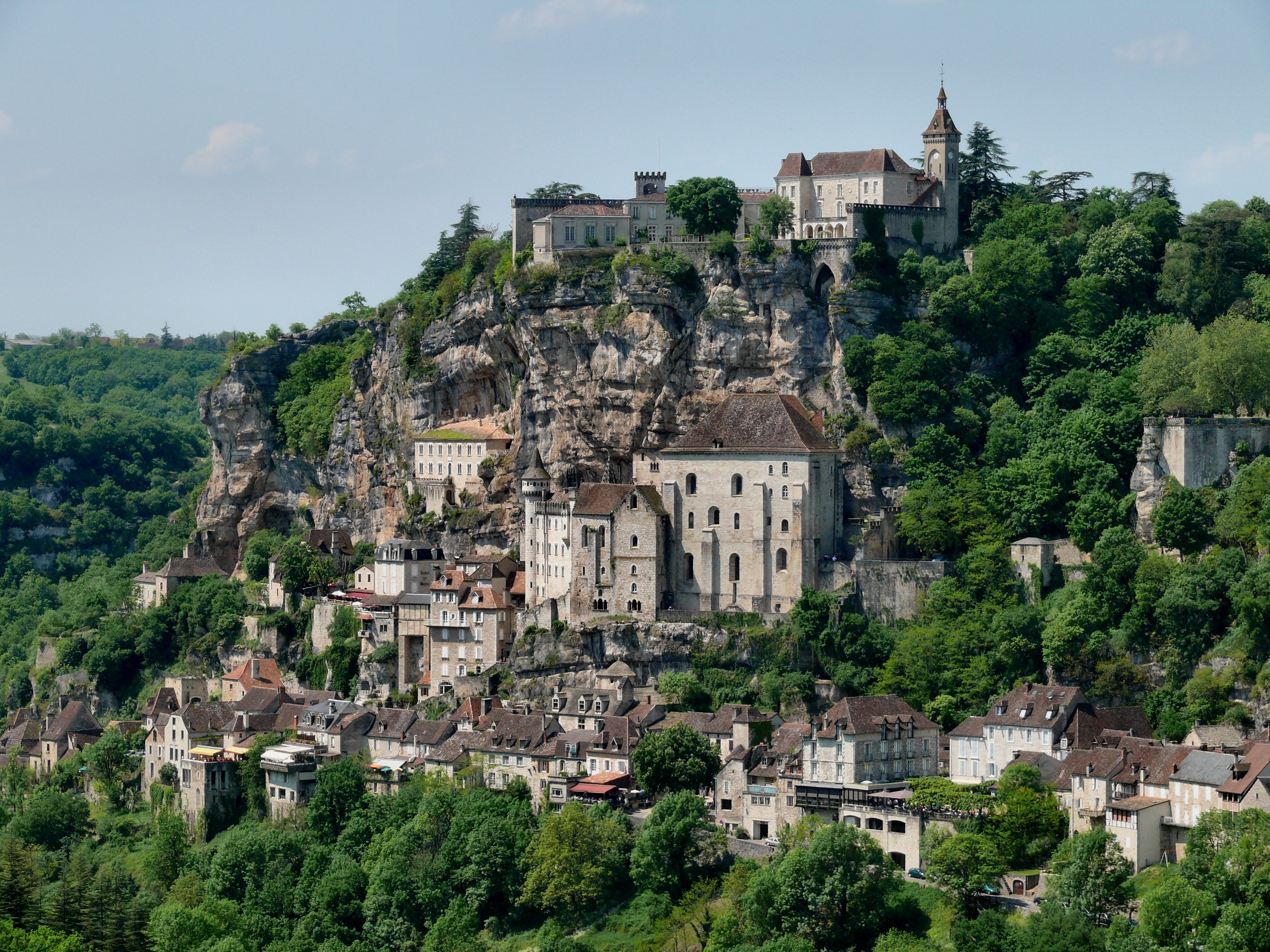
A cidade medieval de Rocamadour no coração do Parc naturel régional des Causses du Quercy.

## Galeria
- Brasão de armas de Quercy.
- Mapa de Quercy.